# Авран лікарський
Авран лікарський (Gratiola officinalis L.) — багаторічна трав'яниста рослина родини ранникових.

## Народні назви

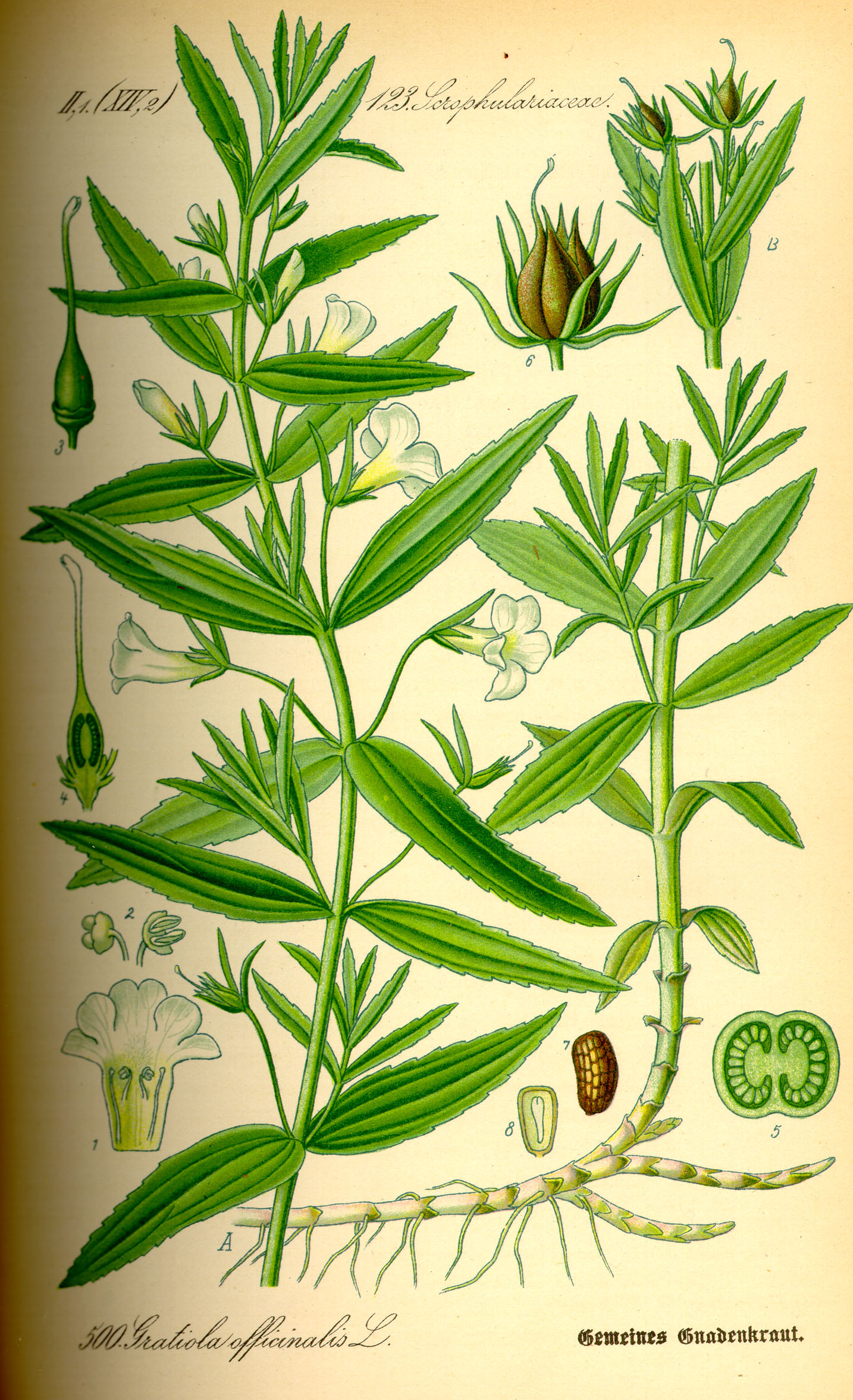
Ілюстрація Gratiola officinalis у книзі Отто Вільгельма Томе «Flora von Deutschland, Österreich und der Schweiz» («Флора Німеччини, Австрії та Швейцарії») 1885, Gera, Germany

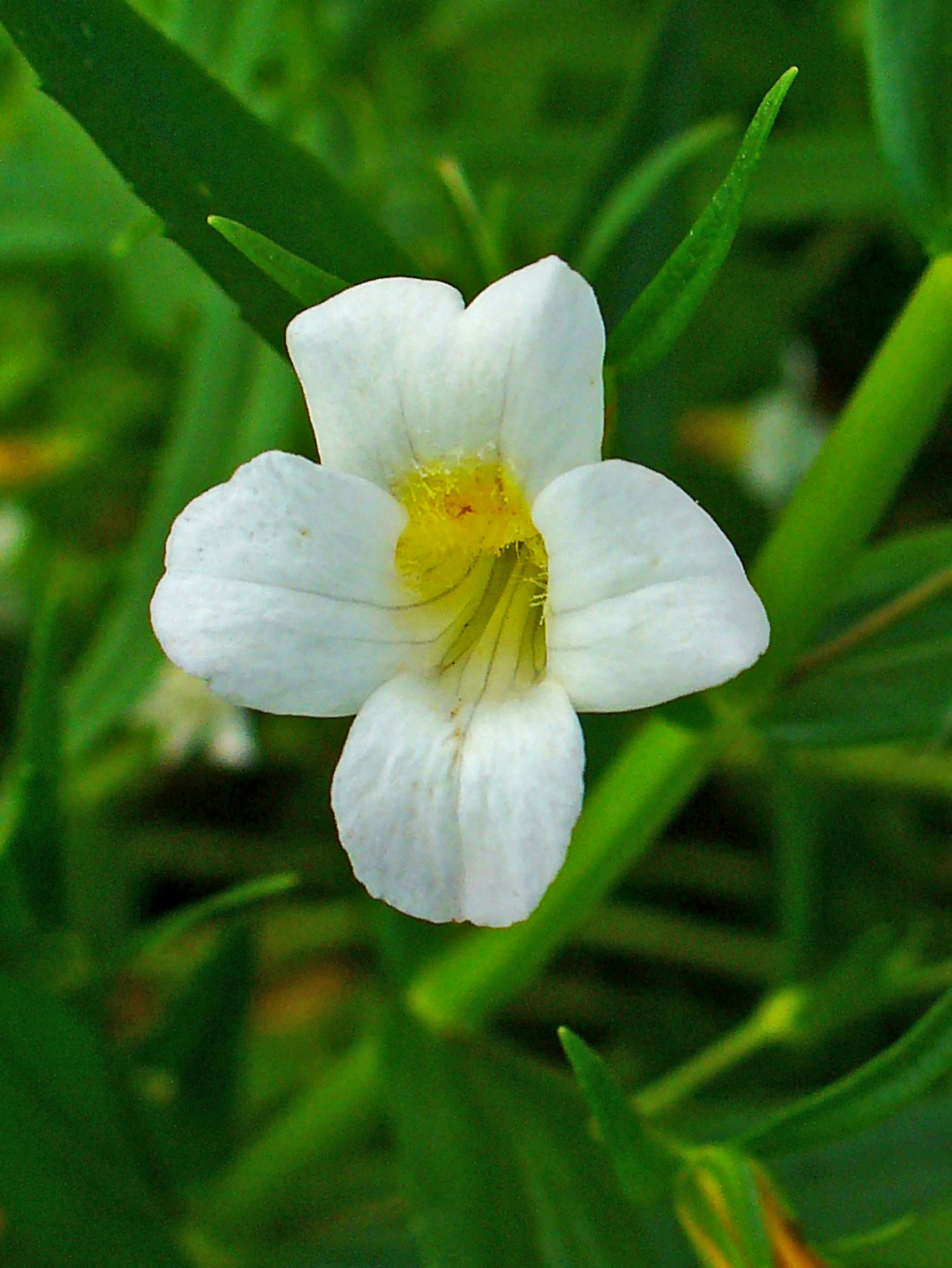
Квітка аврану лікарського

Бождерево, драцілея, драціолея, дрисливець, жовчинець лікарський, благодатка, божа благодать, граціола, жовтянець, золототисячник, кровник.

## Морфологічна характеристика
Стебло пряме, біля основи червоно-фіолетове, висотою 20 — 80 см. Листки крапчастозалозисті, супротивні, сидячі, ланцетні. Квітки одиничні, пазушні, білі, двостатеві. Цвіте у червні — вересні. Плід — широкояйцеподібна коробочка. Насіння численне, майже трьохгранне, сітчасто-зморшкувате. Плоди дозрівають у липні — жовтні.

## Екологічна приуроченість
Росте на вологих місцях: на кочкуватих болотах, по берегах річок, на заливних луках та прибережних пісках.

## Поширення
- Азія
  - Кавказ: Азербайджан; Грузія; Російська Федерація — Передкавказзя
  - Середня Азія: Казахстан; Киргизстан; Таджикистан; Узбекистан
  - Сибір: Росія — Алтайський край; Західний Сибір
  - Західна Азія: Іран; Туреччина
- Європа
  - Східна Європа: Білорусь; Естонія; Латвія; Литва; Молдова; Російська Федерація — європейська частина; Україна
  - Середня Європа: Австрія; Бельгія; Чехія; Німеччина; Угорщина; Нідерланди; Польща; Словаччина; Швейцарія
  - Південно-Східна Європа: Албанія; Болгарія; Хорватія; Греція; Італія; Румунія; Сербія; Словенія
  - Південно-Західна Європа: Франція; Португалія; Іспанія

Голарктичний вид. Трапляється по всій Україні, рідше в Криму.

## Хімічний склад
Трава аврану лікарського містить глікозиди (граціолін, граціотоксин, граціозид), гіркоти, сапоніни, смоли, органічні кислоти, жирну олію. Рослина отруйна.

## Застосування
Для лікарських потреб заготовляють надземну частину рослини незадовго до цвітіння. Зберігають у сухих місцях.
Галенові препарати аврану лікарського проявляють кардіотонічну дію, подібно до наперстянки. Мають проносні, сечогінні, глистогонні властивості.
Застосовують галенові препарати аврану при серцевій недостатності, жовтяниці, з асцитом, запорах, хворобах печінки, для стимулювання пологів, при відсутності менструації.
Місцево — при захворюваннях шкіри (свербець, трофічні виразки, короста, екзема, висипах, лишаю для лікування забитих місць.
Внутрішньо — настій трави (1 ч ложка сухої сировини на 200 мл окропу) вживати по 1 ст ложці тричі на день.
Зовнішньо — компреси з настою трави аврану (2 ч ложки на 200 мл окропу). Мазь із соку рослини та жирової основи 1:10 використовують при забоях.
Зважаючи на високу токсичність аврану при вживанні його слід проявляти обережність. Рослина зберігає токсичність і після висушування. Відмічені випадки отруєння тварин (головним чином коней та великої рогатої худоби) після поїдання сіна з домішкою аврану.